# Melampsora medusae
Espèce
Melampsora medusae  est une espèce de champignons Basidiomycota du genre Melampsora (genre qui regroupe des champignons microscopiques pathogènes qui sont tous des parasites obligatoires).
Il occasionne une maladie foliaire, fongique, faisant partie des « rouilles du peuplier » (nom provenant de l'aspect conféré aux feuilles par la fructification estivale, jaune à orangée, du champignon). Cette coloration, qui peut recouvrir toute la feuille, évoque les points de rouille sur le fer et donne aux arbres au printemps (vers le mois de mai dans l'hémisphère nord) un aspect entièrement jaune-roux. Dans les cas de forte infection, une défeuillaison précoce est observée, parfois dès juillet.

Comme d'autres rouilles, Melampsora medusae  semble dans certains cas pouvoir déjouer les défenses immunitaires naturelles des arbres (par exemple les composés phénoliques antifongiques qui permettent normalement aux peupliers de résister à la plupart des champignons).
Il fait partie des parasites de quarantaine, à déclaration obligatoire en France.

## Synonymes
Ce champignon a aussi autrefois été dénommé :
- Melampsora albertensis Arthur, (1906)
- Uredo medusae (Thüm.) Arthur, (1906)

## Origine et répartition[5]
Ce champignon semble venir d'Amérique du Nord où il est presque partout présent, et où il est par exemple l'une des deux rouilles qui apparaissent naturellement chez certains arbres en Colombie-Britannique, mais il est maintenant présent dans trois pays européens (Belgique, France (surtout dans le sud-ouest) et plus ponctuellement en Espagne.
Une carte de répartition, à partir des données de santé des forêts et de quarantaine est tenue par l'EPPO (European and Mediterranean Plant Protection Organization) 

## Espèces-hôtes parasitées
En France, les souches observées de Melampsora medusae ne l'ont jamais été sur des conifères, mais aux États-Unis Melampsora medusae est réputé pouvoir infecter presque tous les conifères
- Pseudotsuga (genre regroupant plusieurs espèces de résineux) ;
- Mélèze de l'Ouest (Larix occidentalis) ;
- Mélèze laricin (Larix laricina) ;
- Pin ponderosa (Pinus ponderosa) ;
- Pin tordu (Pinus contorta) ;

…ainsi que les certains peupliers dont notamment Populus tremuloides.

## Symptômes
Sur les résineux ;
- les aiguilles de l'année en cours se décolorent et se nécrosent. Elles portent des pycnies et des écidies; ces organes sporulants peuvent aussi parfois se trouver sur les cônes, mais rarement sur les jeunes pousses.
- Les feuilles infectées meurent et tombent[10].

Sur les peupliers ;
- les premiers symptômes sont des taches jaunâtres portant des urédies orangée qui apparaissent en deux à trois semaines sur la face inférieure des feuilles (ou les deux côtés, dans des cas graves d'infection, la face inférieure est alors touchée  en premier et l'infection s'étend ensuite à tout l'arbre.
- dessèchement et chute prématurée des feuilles (défeuillage total possible en trois semaines après décolorations et nécroses des feuilles ; mais attention : des symptômes similaires peuvent être causés par d'autres espèces de Melampsora couramment trouvés sur les peupliers en Europe (M. populnea, M. larici-populina).
- mauvaise lignification des rameaux,
- retard de croissance et faible croissance,
- retard dans le développement racinaire.

## Diagnostic
Les mesures de la taille des spores de M. medusa ne suffisent généralement pas à déterminer avec certitude les Melampsora. L'observation de la surface des spores et de l'épaisseur des parois est un meilleur critère de diagnostic.
Les éciospores mesurent 16-21 x 19-26 µm, avec une paroi épaissie bilatéralement (3-4 µm) sur les côtés opposés.
Les urédospores sont ellipsoïde ou obovoïdes, avec des parois semblables à celles des éciospores, et avec des zones lisses à l'équateur. Ces zones lisses étant mieux visibles quand les spores sont enfermées dans des bulles d'air, lors du montage pour la microscopie, il convient d'enfermer de l'air sous la lamelle pour une observation sous grossissement quarante fois ; des variations importantes de tailles de téliospores ont été rapportées, on n'utilise donc pas ce critère pour le diagnostic.

## Cycle biologique du champignon
Melampsora medusae est théoriquement « hétéroïque », ce qui implique que son cycle annuel de passe par trois formes et deux hôtes, mais en réalité sous un climat très doux, il peut effectuer tout son cycle dans un même arbre, en hivernant (étape des urédiospores) sur les bourgeons et/ou l'écorce de peupliers (Populus spp.) ; En temps normal, on trouve :
1. une forme printanière, se développant sur les aiguilles de résineux vivantes (mélèze fréquemment[2]), à partir des téleutospore (forme hibernante du champignon) apportés par le vent. Puis des pycnies apparaissent sur l'aiguille et produisent des écidiospores qui, aéroportées dans l'environnement; peuvent contaminer divers peupliers (mais non des résineux).

- C'est alors la forme estivale du champignon qui se développe, la plus visible, sur les feuilles du peuplier, induite par les écidiospores tombées sur des feuilles (de peupliers). Si l'air est chaud et humide, la spore produit un tube germinatifs qui rampe sur la feuille et la pénètre via les stomates (avec ou sans formation d'appressorium). Le champignon forme alors des vésicules substomatales, puis s'étend et emplit plusieurs cellules. Il peut ensuite infecter de nombreuses cellules de l'hôte (Spiers & Hopcroft, 1988).

Les tests d'infection de peupliers par différents isolats de M. medusae ont démontré deux choses :
1. l'existence de souches distinctes du champignon, caractérisées par des degrés différents d'agressivité [12]. Leur virulence semble plus élevée quand il fait chaud (Prakash & Thielges, 1989), mais varie aussi selon la localisation géographique de l'isolat ; des isolats plus nordiques infectent des peupliers du sud avec plus d'agressivité que les isolats échantillonnés à une latitude plus méridionale (Prakash & Thielges, 1987).
2. l'existence de formes propres à certaines espèces ou variétés de peupliers (Shain en 1988 identifie deux groupes (formae) associés l'un à Populus deltoides et l'autre à P. tremuloides.

- Après quelques semaines, le champignon fructifie en produisant des urédosores, qui semblent être la principale source d'inoculum (dans l'hémisphère sud et les régions chaudes de l'hémisphère Nord, où l'hivernage de téliospores avec la formation subséquente de printemps, les basidiospores et leur infestation par des hôtes de conifères n'a pas encore été observé selon Walker, 1975).
- l'hivernage se fait sur les résineux ou les bourgeons ou l'écorce de peupliers.

## Facteurs de risque
Plusieurs facteurs de risques ont été identifiés par les populiculteurs et organisations responsables de la santé des forêts depuis les années 1990 :
- monospécificité de la populiculture
- peuplements situés à proximité d'autres hôtes du champignon (mélèzes notamment)
- Conditions climatiques favorables au champignon ; Il est réputé favorisé par la chaleur humide (il est en France depuis les années 1990 surtout actif  dans le midi, mais pourrait donc peut-être gagner du terrain avec le réchauffement climatique si ce dernier est accompagné d'une pluviométrie printanière ou estivale plus élevée) ;
- conditions microclimatiques (populicultures situés en fond de vallon peu aérés ou à brouillards fréquents)
- dissémination par du matériel végétal contaminé lors de la plantation (ou par engins ou outils contaminés dans une parcelle infectée ?). 
En France à partir des années 1960 et jusqu'à la fin des années 1980, le fonds forestiers national a fortement favorisé (par d'importantes subventions) les populicultures et l'enrésinement, ce qui a favorisé les monocultures des deux plantes-hôtes de ce pathogène, parfois dans les mêmes zones géographiques, avec populiculture en fond de vallon, et résineux sur les zones plus sèches.

Les spores du champignon peuvent être aéroportées (par le vent, jusqu'à plusieurs kilomètres de distance), ou par le transport de plants ou matériels contaminés en provenance de pépinières, ou via des feuilles ou de la terre transportées par les engins de chantiers forestiers (en hiver le champignon hiverne sous forme d'une croute noirâtre sur les feuilles mortes).

## Aspects phytosanitaires
Les rouille du genre Melampsora forment un complexe d'espèces, souches et de pathotypes, en évolution constante, interagissant avec diverses espèces-hôtes  de leur environnement.
Les contexte de monocultures intensive (cultures énergétiques, TCR (taillis courte rotation), TTCr (taillis très courte rotation) testés pour produire de la cellulose pour les papeteries, ou des populicutltures intensive destinées à production du bois) les ont nettement favorisé.
En cultivant les arbres en monoculture, on a en quelque sorte aussi cultivé certains de leurs pathogènes. Ainsi de nouveaux pathotypes de rouilles ont récemment surgi au Royaume-Uni, « apparemment en réponse à la pression de sélection à long terme des plantations de certains clones. Des insectes ravageurs ont été trouvés sur tous les sites touchés, mais généralement sans qu'ils aient causé de dommages significatifs ».
On reconnait maintenant que les producteurs de cultivars dits résistants à la rouille ne peuvent pas garantir cette résistance à moyen à long terme. Des souches de Melampsora medusae normalement adaptées à des environnements sombres et humides ont par exemple réussi à rapidement s'adapter à une exposition plus intense à la lumière et aux UV solaires. Pour les mêmes raisons, il pourrait également produire des souches résistantes aux divers pesticides fongicides utilisés en populiculture depuis le milieu du XXe siècle.
« Le cultivar « miracle » n’existe pas et n’existera jamais (les interaméricains Beaupré et Boelare étaient considérés comme les plus résistants dans les années quatre-vingt et sont aujourd’hui les plus sensibles à la race E4) »,.
Contrairement aux rouilles qui attaquent les saules, dont certaines attaquent les tiges et jeunes pousses en y complétant leur cycle végétatif, sans avoir besoin d'un hôte secondaire, les rouilles du peuplier semblent toujours nécessiter un second hôte. Ceci laisse penser que de « nouvelles » formes de cultures plus hétérogènes et mélangées, plus riches en biodiversité, avec des méthodes plus douces (de type Prosilva, dites "proches de la nature") pourraient peut être diminuer les risques de contagion d'arbre à arbre, bien qu'au détriment des facilités culturales et des taux exceptionnels de croissance qui avaient pu être obtenus par la sélection de clones à croissance très rapide.
Pour les populiculteurs, la recherche sylvicole cherche à créer des tests qui pourrait permettre d'anticiper le degré de pathogénicité d'une infection et d'identifier des gènes de résistance (que le champignon, par ses rapides mutations semble toutefois pouvoir souvent assez rapidement contourner dans les situations de grandes monocultures au moins).

## Prévention, prophylaxie
Les solutions recommandées par les organismes encourageant ou encadrant la populiculture, comme pour les autres rouilles sont :
- « diversifier au maximum les cultivars tant au niveau de la parcelle qu’à l’échelle régionale »[2] ;
- enterrer les feuilles tombées au sol (car porteuses de la forme dormante du champignon en hiver [2] ;
- conserver une bonne aération de la peupleraie en ne serrant pas trop les plants et le cas échéant en égalant les arbres pour que l'air et la lumière circulent suffisamment[2] ;
- en cas d'arrosage des plants, préférer un arrosage au pied, sans mouiller le feuillage[8].
- limiter la lutte chimique.

En Europe, les pesticides autorisés pour cet usage sont régulés par la directive Directive Européenne 2000/29/CE. La lutte chimique est pratiquée en pulvérisation par hélicoptère, à la poudreuse ou au "canon atomiseur" et, selon certaines recommandations, doit être faite dès les premières infections des feuilles de peuplier. Le traitement n'est pas curatif (en particulier les arbres attaqués plusieurs années de suite) et ne peut avoir qu'un effet préventif et ne dure que 4 à 5 semaines.

## Déclaration et quarantaine obligatoire dans certains pays
En France, ce champignon fait partie des organismes contre lesquels certaines mesures de lutte sont obligatoires .

Les plants présentant des symptômes en pépinière et chez les revendeurs doivent être signalés au SRPV ou à la DRAF.

Sous réserve de changement de réglementation, la règlementation n'autorise en France que deux pesticides en arboriculture et sylviculture contre ce champignon ;
- « Antrex pépites » (matière active : cyproconazole) ;
- « Systane paysage » (matière active : myclobutanil) ;

...qui peuvent poser problème pour la santé des animaux (gibier notamment) ou d'autres espèces de champignon utiles aux arbres (tous les arbres vivent en symbiose avec des champignons). Des risques d'apparition de résistance aux fongicides existent aussi.